# Joseph Abraham
Joseph Ganapathiplackal Abraham (Malayalam ജോസഫ് ഗണപതിപ്ലാക്കൽ എബ്രഹാം; * 11. September 1981 in Kottayam, Kerala) ist ein ehemaliger indischer Leichtathlet, der sich auf den 400-Meter-Hürdenlauf spezialisiert hat.

## Sportliche Laufbahn
Erste internationale Erfahrungen sammelte Joseph Abraham im Jahr 2006, als er bei den Südasienspielen in Colombo in 51,66 s die Bronzemedaille hinter dem Pakistaner Allah Ditta und Ashok Jayasundara aus Sri Lanka gewann. Anschließend nahm er erstmals an den Asienspielen in Doha teil und gewann dort mit der indischen 4-mal-400-Meter-Staffel in 3:06,65 min die Silbermedaille hinter dem Team aus Saudi-Arabien. Zudem verbesserte er am 3. November in Chennai den indischen Landesrekord
von Patlavath Shankar um 17 Hundertstelsekunden auf 50,22 s. Im Jahr darauf verbesserte er den Landesrekord mehrere Male und gewann bei den Asienmeisterschaften in Amman in 50,28 s die Bronzemedaille hinter dem Kasachen Jewgeni Meleschenko und Yōsuke Tsushima aus Japan und sicherte sich auch mit der Staffel in 3:07,94 min die Bronzemedaille hinter Saudi-Arabien und Sri Lanka. Zudem startete er bei den Asienmeisterschaften in Osaka und schied dort mit neuem Landesrekord von 59,51 s im Halbfinale aus. Bei den Leichtathletik-Weltmeisterschaften 2009 in Berlin wurde er in der ersten Runde disqualifiziert, gewann anschließend aber bei den Asienmeisterschaften in Guangzhou in 49,96 s die Silbermedaille hinter dem Japaner Kenji Narisako. 2010 schied er bei den Commonwealth Games in Neu-Delhi mit 50,55 s im Vorlauf aus und siegte anschließend bei den Asienspielen in Guangzhou in 49,96 s und war damit der erste indische Sieger in dieser Disziplin.
2011 belegte er bei den Asienmeisterschaften in Kōbe in 50,82 s den vierten Platz und 2014 schied er bei den Asienspielen im südkoreanischen Incheon mit 51,04 s im Vorlauf aus und klassierte sich mit der Staffel in 3:04,61 min auf dem vierten Platz. Im Jahr darauf bestritt er in Thiruvananthapuram seinen letzten Wettkampf und beendete damit seine aktive sportliche Karriere im Alter von 33 Jahren.
In den Jahren 2005 und 2006, von 2008 bis 2012 sowie 2012 wurde Abraham indischer Meister im 400-Meter-Hürdenlauf sowie 2006 auch im 400-Meter-Lauf.

## Persönliche Bestzeiten
- 400 Meter: 46,70 s, 6. Oktober 2006 in Neu-Delhi
- 400 m Hürden: 49,51 s, 26. August 2007 in Osaka